# Cérou
Der Cérou ist ein Fluss in Frankreich, der in der Region Okzitanien verläuft. Er entspringt im Gemeindegebiet von Saint-Jean-Delnous und entwässert generell in nordwestlicher Richtung. Der Fluss mündet nach 87 Kilometern bei Milhars als linker Nebenfluss in den Aveyron.
Auf seinem Weg durchquert der Cérou die Départements Aveyron und Tarn.

## Orte am Fluss
- Carmaux
- Monestiés
- Cordes-sur-Ciel
- Milhars